# Дечанска Бистрица
Дечанска Бистрица (алб. Bistrica e Deçanit) је река у западној Метохији. 
Река настаје на јужним падинама планине Богићевица, која је део Проклетија. Тече северно од врха Ђеравица (највиши врх Србије: 2.656 метара). У горњем делу тока зове се Кожњарска Бистрица и прима воду из бројних потока. Река потом скреће на југоисток, где је у планинама усекла дубок кањон (Дечанска клисура). На излазу из клисуре Дечанска Бистрица тече поред манастира Високи Дечани, па наставља ка истоку кроз густо насељену област око градића Дечани. Река се као десна притока улива у Бели Дрим. 
Снага горњег тока искоришћена је у хидроелектрани Кожњар, снаге 6,5 MW., изграђене 1947. године.